# Aechmea
Aechmea és un gènere de la  família de les Bromeliaceae, subfamília Bromelioideae.
Aechmea té més de 140 espècies distribuïdes de Mèxic al sud de Sud-amèrica. Moltes de les espècies d'aquest gènere són epífits.

## Taxonomia
- Aechmea abbreviata L.B.Sm.
- Aechmea aciculosa Mez & Sodiro
- Aechmea angustifolia Poepp. i Endl.
- Aechmea apocalyptica Reitz
- Aechmea aquilega (Salisbury) Grisebach
  - var. aquilega
    - forma alba Oliva-Esteve
- Aechmea aquilegia
- Aechmea beeriana
- Aechmea biflora
- Aechmea blanchetiana (Baker) L.B.Sm.
- Aechmea blumenavii Reitz
- Aechmea bracteata
- Aechmea bromeliifolia (Rudge) Baker
- Aechmea caesia E.Morren ex Baker
- Aechmea calyculata
- Aechmea candida
- Aechmea caudata
- Aechmea chantinii - (Carrière) Baker
- Aechmea coelestis E.Morren
- Aechmea cylindrata Lindm.
- Aechmea dealbata E.Morren in Baker
- Aechmea dichlamydea
- Aechmea distichantha - Lem.
- Aechmea drakeana André
- Aechmea emmerichiae
- Aechmea fasciata - Baker
- Aechmea filicaulis
- Aechmea flavorosea
- Aechmea fosteriana - L.B.Sm.
- Aechmea fulgens - Coralberry Brongn.
- Aechmea gamosepala Wittm.
- Aechmea hoppi
- Aechmea kentii
- Aechmea kleinii Reitz
- Aechmea kuntzeana
- Aechmea lindenii
- Aechmea lingulata
- Aechmea longifolia
- Aechmea lueddemanniana
- Aechmea magdalenae
- Aechmea mariae-reginae
- Aechmea mexicana
- Aechmea miniata
- Aechmea mulfordii -
- Aechmea napoensis L.B. Smith & M.A. Spencer
- Aechmea nudicaulis Griseb.
- Aechmea orlandiana L.B.Sm.
- Aechmea pedicellata
- Aechmea perforata L.B.Sm.
- Aechmea pimenti-velosii Reitz
- Aechmea pineliana Baker
- Aechmea purpureorosea
- Aechmea recurvata
- Aechmea rodriguesiana
- Aechmea spectabilis
- Aechmea tillandsioides (Mart. ex Schult. i Schult.f.) Baker
- Aechmea veitchii
- Aechmea victoriana
- Aechmea weilbachii
- Aechmea zebrina